# G0.238-0.071
G0.238-0.071은 궁수자리 내의 볼프-레이에 별로 26,000 광년 떨어진 은하 중심 인근에 위치한다.

## 발견 및 역사
이 별은 2010년의 은하 중심의 뜨겁고 밝은 별에 대한 연구에서 처음으로 목록에 등록되었으며 18의 번호가 부여되었다.

## 특징
계산된 광도는 5,000,000 L☉로 가장 광도가 높은 알려진 항성 중 하나다. 원래 이 별은 백조자리 P와 유사한 청색초거성으로 생각되었으나 이후의 연구에서는 볼프-레이에별로 분류하고 분광형 WN11h를 부여했다. 이는 스펙트럼에 수소가 포함된 볼프-레이에별인 R136a1과 WR 24와 같은 별임을 의미한다.